# Dietrich Zander
Dietrich Zander, född den 2 juli 1951 i Berlin, är en östtysk roddare.
Han tog OS-silver i fyra utan styrman i samband med de olympiska roddtävlingarna 1972 i München.